# Lily Kronberger

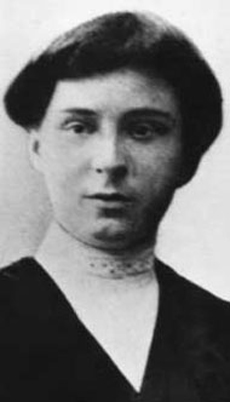
Lily Kronberger

Lily Kronberger (Boedapest, 12 november 1890 - aldaar, 21 mei 1974), was een Hongaars kunstschaatsster.
Lily Kronberger nam zes opeenvolgende jaren deel aan de Wereldkampioenschappen kunstschaatsen. Ze werd twee keer derde en vier keer wereldkampioene.
Op het eerste kampioenschap voor vrouwen in 1906 werd ze, op 15-jarige leeftijd, derde. Deze prestatie evenaarde ze op het WK van 1907.
In 1908 volgde ze, op 17-jarige leeftijd, Madge Syers-Cave op als wereldkampioene kunstrijden bij de vrouwen, de Duitse Elsa Rendschmidt was haar enige tegenstandster. Op het WK van 1909 was zij de enige deelneemster en prolongeerde wel heel gemakkelijk haar titel van 1908. Op het WK van 1910 was Rendschmidt weer haar enige tegenstandster, en behaalde zij haar derde wereldtitel. Haar vierde wereldtitel behaalde ze op het WK van 1911 waar zij twee tegenstandsters had, haar landgenote Opika von Méray Horváth en de Duitse Ludowika Eilers.
Met haar overwinning in 1908 werd zij de eerste Hongaarse sporter ooit (man/vrouw) die de wereldtitel veroverde.
Op het kampioenschap van 1911 was zij de eerste kunstschaatser die de vrije kür onder begeleiding van muziek uitvoerde.

## Belangrijke resultaten
| Kampioenschap       | 1906  | 1907  | 1908 | 1909 | 1910 | 1911 |
| ------------------- | ----- | ----- | ---- | ---- | ---- | ---- |
| Wereldkampioenschap | Brons | Brons | Goud | Goud | Goud | Goud |